# Karol Sauerland
Karol Sauerland (Moszkva, 1936. június 8. –) lengyel tudós és filozófus, korábban a lengyelországi Toruni Egyetem germanisztika professzora.

## Pályája
A berlini Humboldt Egyetem filozófia szakán szerzett diplomát, majd ezt követően a Varsói Egyetemen matematikát és germanisztikát tanult. Ezt követően Toruńban és a Varsói Egyetemen germanisztikát és német irodalmat tanított. 1980-ban belépett a Szolidaritás Független Szakszervezetbe, amelyben az egyetemi mozgalom elnökségének tagja lett. Magyarországon eddig kiadatlan naplója a Szolidaritás történetének felbecsülhetetlen forrása. A Szolidaritásban végzett munkája miatt ki volt téve a lengyel hatóságok állandó zaklatásainak. Professzori kinevezését a Varsói Egyetem már 1982-ben jóváhagyta, de címét politikai okokból csak 1989-ben, a Lengyel Államtanács elnökének külön engedélyével kaphatta meg. 1994-től 2003-ig a Heinrich Böll Alapítvány és a brémai szenátus Hannah Arendt-díjának díjkiosztó bizottsági tagja. A varsói Filozófiai Egyesület elnöke, 2003 óta a Lengyel Tudományos Akadémia Irodalomtudományi Osztályának elnökségi tagja. 2001-ben magyarul is megjelent a Harminc ezüstpénz – Besúgások és árulások című munkája, melyben a totális rendszerek titkosszolgálati hálózatait vizsgálta. Legutóbbi műve 2014-ben jelent meg Edzard Schapers Blick auf die Totalitarismen seiner Zeit (Edzard Schaper nézetei korának totalitarizmusairól) címmel.

## Magyarul megjelent művei
- Együtt egyedül – a Szolidaritás naplója; ford. Mesés Péter; Közép- és Kelet-európai Történelem és Társadalom Kutatásáért Közalapítvány, Bp., 2015 ISBN 978-61-5511-8-371
- Harminc ezüst. Besúgások és árulások; ford. Várnai Péter; Helikon, Bp., 2001 ISBN 963-208-730-5

## Magyarországi szereplései
- 2013-as a Sztálin-világ konferencián adta elő Az erőszak és az önkény ideológiája című esszéjét.

- 2014 novemberében Az első világháború: A kultúrák összecsapása című konferencián a Terror Háza Múzeumban szerepelt mint vendégelőadó.

- 2015 decemberében a közép-kelet európai szabadság és demokrácia előmozdításáért tett erőfeszítéseiért Petőfi-díjjal jutalmazták.